# Református énekeskönyv (magyar nyelvű)

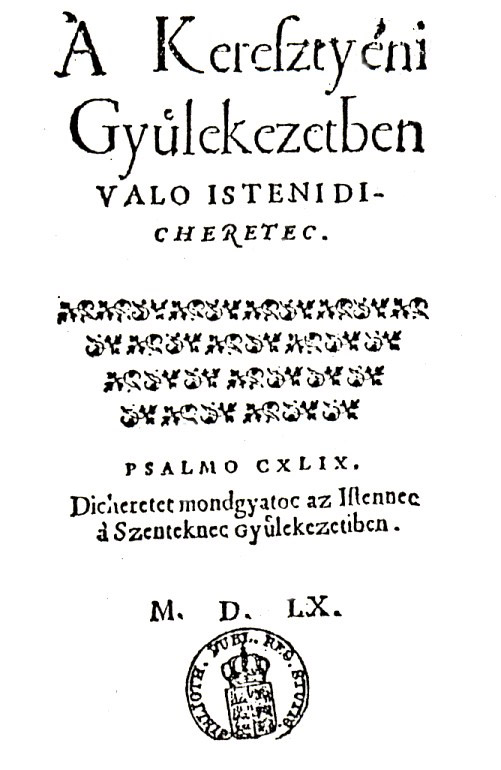
Az 1560-ban, Huszár Gál által Debrecenben kiadott református énekeskönyv címoldala

A református énekeskönyv a református felekezet egyik legfontosabb könyve. Az istentiszteleti közös, anyanyelvi éneklés a protestáns felekezetek súlyponti kérdése, Luther Márton és Kálvin János óta.

## Története
A magyar nyelvű változat a debreceni típusú énekeskönyv anyaga 1730 körül teljesedett ki. A debreceni típusú énekeskönyvek tartalmazták a zsoltárokat, a reformáció előttről származó régi énekeket, illetve korabeli, először német, majd svájci és holland énekeket. 1778-ban megjelent az "öreg debreceni" énekeskönyv, mely valamennyi énekhez hangjegyeket is tartalmazott.
Ezzel párhuzamosan, 1777-ben jelent meg a kolozsvári énekeskönyv, mely a régi énekek egy részét felszámolta, és azokat a kezdődő pietizmus és racionalizmus termékeivel helyettesítette. E két eszmeáramlat hatott a 18. és 19. századi református énekköltészetre is. Az 1813-ban megjelent Énekeskönyv ennek szellemében készült, ezt 1877-ben felülvizsgálták, majd 1923-ig érvényben volt. Korabeli források szerint bevezetését sok helyen "zendülések" kísérték, mert a gyülekezetek nem szívesen váltak meg az ősi hitvalló énekektől. 1837-ben az Énekeskönyv erdélyi kiadása teljes mértékben a racionalizmus eszméjét követte. Az 1921-es magyarországi énekeskönyv helyenként és részben meghaladta a racionalizmus és pietizmus eszméit, de az első világháborút követő "lelki ébredés" kielégítésére még nem volt alkalmas. A két világháború között számos belmissziói énekeskönyv látott napvilágot, melyek azonban nem céltudatos válogatás eredményei voltak, és továbbra sem vették figyelembe a XVIII. és azt megelőző századok gazdag magyar egyházi énekkincsét. Az 1939-ben Jugoszláviában megjelent Református Énekeskönyv volt az első, amely sikeres egyensúlyt talált a régi korok énekkincse és az újabb korok énekköltése között.

## Református Énekeskönyv (2021)
„Az egyház életének természetéből fakad, hogy néhány évtized után a legjobb énekeskönyvet is meg kell újítani; igaz ez az egyébként kiemelkedően értékes 1948-as magyar református énekeskönyvre is.”

Több éves előkészítő munka után (2010-2021) 2021-ben új református énekeskönyv jelent meg, amely a régi, 1948-as énekeskönyvet hivatott felváltani. Ötven éneket elhagytak a régi énekek közül, de 200 új ének került be: elsősorban reformáció-kori énekek, 16-17. századi (evangélikusoktól átvett) korálénekek, a protestáns világkereszténység fontosabb énekei, gyermek- és ifjúsági énekek.
Az énekrepertoár frissítésén túl más eltérések is vannak az új énekeskönyvben. Míg a korábbi énekeskönyvben a Heidelbergi káté fejezetei alapján rendezték el az énekeket, a gyakorlat azonban azt mutatta, hogy használhatóbb lenne, ha az énekek funkcionalitás szerint lennének sorban. Ennek megfelelően a korábbi énekek számai megváltoztak, kiegészülve az új énekekkel. Az énekszámozás fejezetenként 1-es számmal indul (pl. 201, 311, 461, 501), így vannak "üres" énekszámok. Ezek lehetővé teszik énekek későbbi hozzáadását az énekeskönyvhöz, anélkül, hogy újra kéne az egészet számozni. Az utolsó ének a 846-os, de a kihagyások miatt ennél jóval kevesebb ének van valójában a könyvben.
A kottaképnél az olvashatóságra törekedtek. Korábban az ad notam (szöveg egy másik ének dallamára) énekeknél nem közölték a dallamot, most minden éneknél ott a dallama. Egyes énekek más hangmagasságba kerültek, több helyen változtak a kottakép egyéb formai elemei is. Számos éneknél szövegbeli vagy dallambeli változás, javítás történt.
Az énekeken túl néhány igeszakasz, napszakokhoz, ünnepekhez kapcsolódó imádságok, istentiszteleti rendek, passiójáték és az egyházi év jeles napjainak ismertetése is megtalálható az énekeskönyvben, a Himnusz viszont kikerült belőle.
Az új énekeskönyv három méretben és négyféle változatban (világoskék, sötétkék, világoskék mintás, sötétkék mintás) jelent meg. Ezen felül online is elérhető

## Korábbi énekeskönyvek

### Református Énekeskönyv (1948)
A Magyarországi Református Egyház Zsinatja 1937-ben határozta el egy új énekeskönyv megalkotását, az alábbi csomópontok mentén: 
1. a reformáció előtti himnuszköltés és népdalok számbavétele;
2. a lutheri énekreform, amely főleg ambroziánus hagyományokon nyugodott;
3. a magyar reformátori énekhagyomány, ide értve a XVI. századi énekköltést is;
4. a külföldi református és evangélikus énekköltés számbavétele;
5. az újabb idők magyar énekköltésének átvizsgálása.
A munka 1943-tól 1948-ig tartott (a világháború miatti kényszerű szünettel). A megállapított új Énekeskönyv 1948 óta volt érvényben és használatban a Magyarországi Református Egyházban.
Az énekeskönyv összesen 513 egyházi éneket tartalmaz, valamennyihez tartoznak hangjegyek is – noha egy-egy dallam olykor több énekhez is tartozhat. 
Az Énekeskönyv felépítése: I. Zsoltárok, II. Fohászkodások, III. Hitvalló dicséretek és lelki énekek, IV. Himnusz. 
Az Énekeskönyv elején a százötven zsoltár áll, Szenczi Molnár Albert fordításában. Az Énekeskönyv 1943 és 1948 közti felülvizsgálatakor az eredeti Szenczi-féle fordításokon csak annyit és ott változtattak, ahol a ritmikus dallamok és az énekbeli hangsúlyozás azt megkövetelte. Másfelől, némely zsoltárból egyik-másik verset elhagyták, azt az énekeskönyvben a vers sorszáma jelzi, szöveg azonban nem tartozik hozzá. Ennek indoka: ha nagyon részletező, vagy más okból gyülekezeti használatra nem alkalmas vagy félremagyarázható az adott vers.
A fohászkodások ötven éneket tartalmaz: kezdő és gyülekező énekeket, igehirdetés előtti énekeket, bűnbánati fohászkodásokat, ünnepi fohászkodásokat, záró énekeket.
A hitvalló dicséretek és lelki énekek rész háromszáztizenkét dicséretet tartalmaz, fejezetei: az egyetlen vigasztalásról, az ember nyomorúságáról, az ember megváltásáról, az igaz hitről, a Szentháromságról, a teremtő Atya Istenről, az Istennek gondviseléséről, a Fiú Istenről, az Ige testet öltéséről, Krisztus szenvedéséről és haláláról, Krisztus feltámadásáról, Krisztus mennybemeneteléről, Krisztus ítéletre eljöveteléről, a Szentlélek Istenről, az Anyaszentegyházról, a test feltámadásáról és az örök életről, a kegyelemből hit által való megigazulásról, a sákramentumokról, a háladatosságról és a megtérésről, az Isten törvényéről, az imádkozásról, valamint a reggeli és estvéli énekek.
A Himnusz Kölcsey Ferenc verse Erkel Ferenc dallamára, a nemzeti himnusszal azonos, minden református istentisztelet hagyományos zárása.
Az Énekeskönyv a fentieken túl tartalmaz néhány igeszakaszt, pl. a Tízparancsolat, az Úrvacsora szereztetése, a keresztelésre vonatkozó szakaszokat; tartalmaz továbbá református hitvallási részeket, pl. az Apostoli Hitvallást. A kötet zárása név- és címmutató.
Különlegesség, hogy a kötetben szereplő, idegen nyelvről átültetett dalok az eredeti dallamvezetést követik, ezért a magyar szöveg nagyon gyakran nem a valós kiejtés, hanem a dallam szerint hangsúlyos. Annak érdekében, hogy a dallamot kövesse a szöveg, a hosszú és rövid magánhangzók ezekben az énekekben sokszor torzulnak: a rövidek hosszan, a hosszúak röviden ejtendők.

### Magyar Református Énekeskönyv (1996)
1996-ban megszületett a Magyar Református Énekeskönyv, melynek előkészületei több éven át folytak. Az énekeskönyv szerkesztőbizottságában neves egyházzenészek, himnológusok vettek részt. A felvállalt feladat sokkal több nehézséget okozott egy egységes énekeskönyv megszerkesztésében, mint amire a szakemberek számítottak. Végül kompromisszumokkal, de az 1996-os Magyar Reformátusok Világtalálkozójára mégis napvilágot látott a nagy formátumú, a ritmikus éneklést elősegítő tagolású, templomrajzokkal, református egyházi szimbólumokkal díszített énekeskönyv. Mivel tíz éven át nem volt egy egységesen kialakult vélemény az 1996-os énekeskönyvvel kapcsolatban, így sem a lelkipásztorok, sem a kántorok nagy része nem tudta, mit használjon. Emiatt csak kevés helyen történt előrehaladás a gyülekezeti éneklés jobbítása érdekében. Azokban a gyülekezetekben, amelyekben a lelkipásztor szorgalmazta az új énekeskönyv bevezetését, új énekek tanítását, illetve ahol a képzett kántorok szakszerűen vezetik a gyülekezeti éneket és a kórusok segítségével tanítják a gyülekezetet énekelni, ott jelentős mértékben javult a gyülekezeti éneklés.

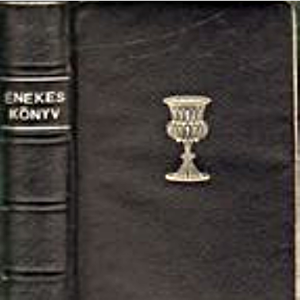
Magyar Református Énekeskönyv a PLAY áruházban

## Mobilalkalmazás: református énekeskönyvek okostelefonon
A Magyar Református Énekeskönyv teljes tartalma immár elérhető mobilalkalmazás formájában is:

### Android (Google Play)
A Református Énekeskönyv alkalmazás (fejlesztő: Erdélyi IKE) az 1996-ban kiadott énekeskönyv 1–504. számú énekeit tartalmazza. Kétváltozatos énekek esetén („a” és „b” változat) a sorszám kiválasztása után választható a verzió. Az alkalmazás utolsó frissítése: 2022. december 9. 

### iOS (App Store)
A Református Énekeskönyv (21/48) alkalmazás érhető el iPhone és iPad készülékeken (fejlesztő: András Benedek Fodor, RefLabs). Legfontosabb funkciói:
- Minden ének minden versszakához illeszthető kotta (kapcsolható)
- Direkt ugrás ének- vagy versszámmal
- Szövegkeresés, kapcsolódó ének gyors megnyitása
- Világos/sötét mód (külön a szöveg- és kottafelületre, OLED támogatással)
- Kedvencek kezelése; exportálható lejátszási listák
- Teljes offline használat

Legutóbbi frissítés: 2024. november 15. 

### Bibliapp integráció
A Magyar Református Egyház hivatalos Bibliapp alkalmazása 2023 áprilisától tartalmazza az új református énekeskönyv digitális változatát is, a napi igemagyarázatok, hitvallások és hírek mellett. 
Ezek az applikációk lehetővé teszik a mobilról történő éneklést, és jelentősen bővítik az énekeskönyv elérhetőségét az igeolvasás vagy istentisztelet kíséretében is.